# 아파나시 페트

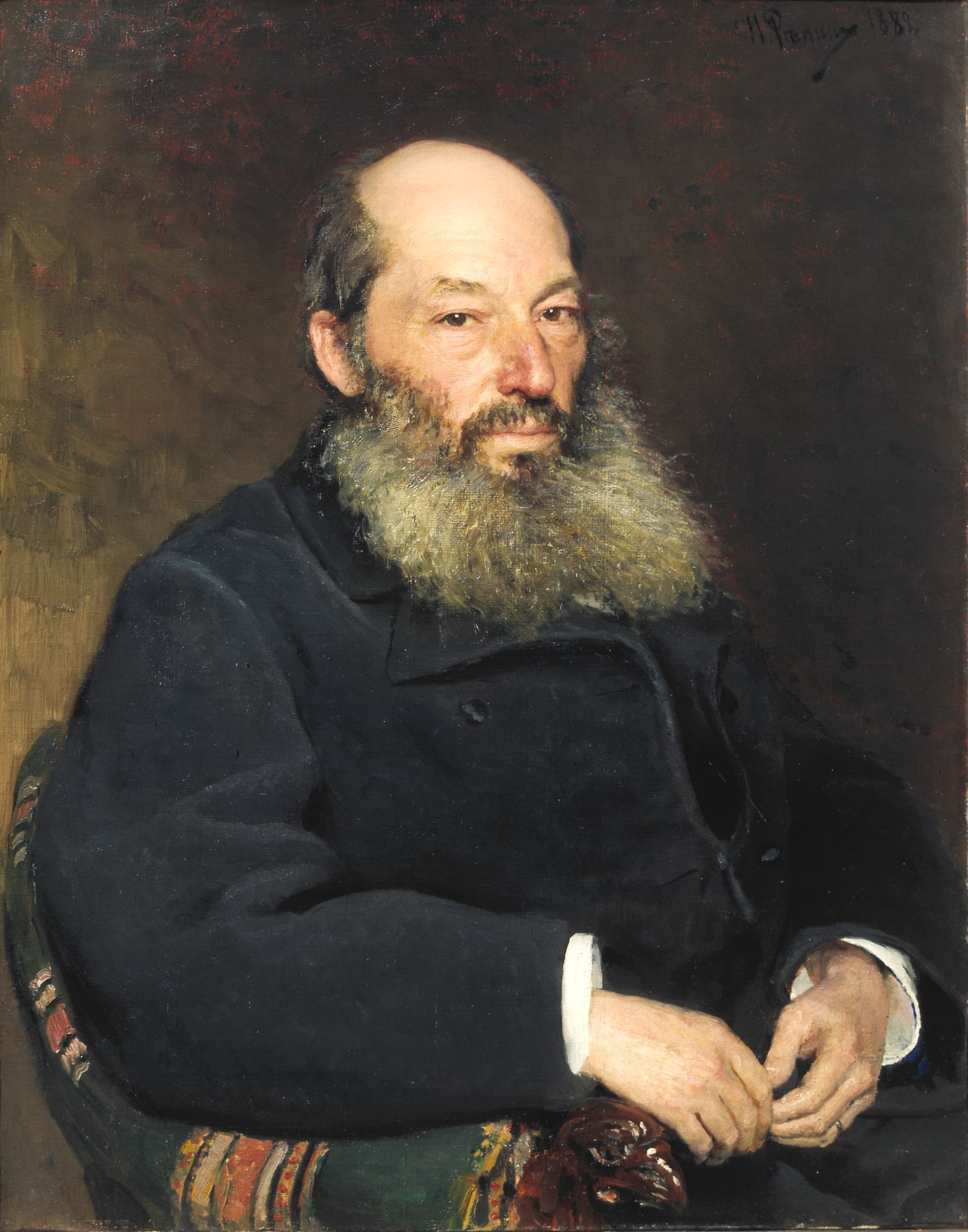
초상화

아파나시 페트(러시아어: Афана́сий Афана́сьевич Фет, Afanasy Afanasyevich Fet, 1820년 12월 5일 ~ 1892년 12월 3일, 본명: 셴신)는 러시아의 시인이다.
부친은 귀족, 모친은 독일인이었다. 그의 시세계는 결코 넓지 않으나 자연의 아름다움이나 사랑을 노래한 서정시는 감미롭고 정서에 넘쳐 있어 가곡으로 작곡된 것이 많다. 1860년대의 급진적인 문학자들과의 논쟁에서는 예술가는 “대상의 미(美)만을 묘사해야 한다”고 주장, 순수예술의 입장을 취했다. 그의 뛰어난 작품은 시집 <저녁의 불빛>(1883-91)에 수록되어 있다.